# Ludvíkovský potok
Ludvíkovský potok je vodní tok ve Frýdlantském výběžku na severu Libereckého kraje. Pramení na severozápadním úpatí Svinského vrchu (756 m n. m.), odkud pokračuje severozápadu k vesnici Ludvíkov pod Smrkem. Jí protéká udržuje stále severozápadní směr toku. Za vesnicí protéká lesem a severovýchodně od vrcholu Chlum se levostranně vlévá do říčky Lomnice.